# ريف (جزيرة)
ريف (نطق هولندي: [rɪf]  ( أنصت)) هي جزيرة صغيرة غير مأهولة بهولندا في بحر وادن، تقع بين أمالاند وسخيرمونيكوخ، شمال إنجلسمانبلات. وهي واحدة من الجزر الفريزية الغربية. مساحتها أقل من 0.1 كم².